# Garsa de mar negra nord-americana
La garsa de mar negra nord-americana (Haematopus bachmani) és una espècie d'ocell de la família dels hematopòdids (Haematopodidae) que habita costes rocoses des del sud d'Alaska i illes Aleutianes, cap al sud fins Baixa Califòrnia. És sovint considerada una subespècie de Haematopus ater.